# 장교

영국군 장교(왼쪽)와 부사관이 아프가니스탄에서 임무를 준비하고 있다.

장교(將校, 영어: commissioned officers)는 군대내에서 주로 위관급 이상의 계급의 간부를 말한다. 부사관과 병을 지휘하는 계급으로 사관학교나 일반대학교 재학자 또는 졸업자들 가운데 선발된다. 장교와 대응되는 상대어는 사병으로서 부사관과 병을 일컬으며, 장교와 사병을 함께 장병이라 부른다.
과거 군대를 지휘하는 장군이 현대에 이르러서는 장교가 된 것이다. 또한 신분제 시대에서 장교는 무조건 귀족만 임관이 가능했었다.

## 장교의 계급
장교는 위관급 이상의 계급을 지닌 신분이며, 병과 부사관을 명령하고, 그 자체로 사관이 되거나 지휘관을 보좌하여 임무를 수행하게 된다. 장교의 계급은 크게 위관, 영관, 장성급 장교로 구분하며 세부적으로는 아래의 표와 같다.
| 장교 | 장교 | 장교 | 장교 | 장교 | 장교 | 장교 | 장교 | 장교 | 장교 | 장교 |
| 위관 | 위관 | 위관 | 영관 | 영관 | 영관 | 장성 | 장성 | 장성 | 장성 | 장성 |
| ---- | ---- | ---- | ---- | ---- | ---- | ---- | ---- | ---- | ---- | ---- |
| 소위 | 중위 | 대위 | 소령 | 중령 | 대령 | 준장 | 소장 | 중장 | 대장 | 원수 |

장교는 병이나 부사관과는 달리 계급이 곧 서열이며 임관한 순서는 사실상 의미가 없다. 후임 장교가 특정 계급에 선임 장교보다 먼저 진급하면 해당 선임 장교를 휘하에 두는 것이 장교이다. 이 때문에 일선 부대에서 부사단장, 부군단장 등은 자신이 모시는 지휘관과 동기 또는 선임인 경우가 많다.

## 장교의 범위
'장병'은 장(將, 장수, 장군)부터 병(兵, 병졸, 사병)까지를 뜻하는 말로서 군인 전체를 통틀어 부르는 말이며, 비슷한 말로 '장졸'(將卒)이 있다. 마찬가지로 장교는 장(將)부터 교(校)까지만을 포함하는 말인데, 여기서 교는 현대에서 군대의 위(尉, 위관)에 해당된다. 하지만 대한제국에서는 교와 위가 다른 계급었으며 교가 위보다 아래의 계급이었다. 그러나 현대의 중국 인민해방군에서는 거꾸로 교가 위보다 높은 계급이며, 중국에서의 교는 영(領, 영관)에 해당된다. 따라서 중국에서의 장교는 상급군관을 뜻하며 따라서 한국, 대한제국, 중국에서의 장교는 그 범위가 모두 다르다. 한편 고려시대와 조선시대에는 교와 위가 나뉘지 않고 '교위'(校尉)라는 하나의 무관 품계였으며 오품과 육품에 해당되었다. 또한 중국 한나라 때에는 궁성을 지키는 병졸들을 분류하여 각 부대의 벼슬들을 교위라 하였고(예를 들어 성문을 지키는 병졸들의 우두머리는 성문교위) 교위들의 위에 장군, 장수가 있었다. 한편 한자문명권에서 옛 제국주의 일본군과 오늘날 조선인민군을 포함한 일부 공산주의 국가의 군대에서는 영을 '좌'(佐)라고 하는데, 한자어 영(領)이 병졸들을 거느린 '지휘관'(Commander)의 의미가 강하다면 좌는 장수(將帥)의 밑에서 도움을 주는 '보좌관'(補佐官)의 뜻으로서 '참모'(Staff officer)의 의미가 좀 더 강하다. 이유인 즉 조선인민군 지휘관에게는 전원 정치지도원이 할당되기 때문이다.

## 장교 자력표
장교와 부사관 등 직업군인은 민간 회사의 직원들에게 이력서에 해당되는 지력표가 존재한다. 자력표에는 해당 군인이 담당했던 보직들을 순차적으로 기록하게 되어 있으며 그에 대한 자료도 첨부된다. 이 때문에 장성급 장교의 자력표는 아예 책이 된다.
장교가 거쳐간 보직들에 대해서는 각 군사특기마다 편제가 천차만별이기 때문에 계급을 기준으로 보직을 환산해서 기재하게 된다. 지휘관의 경우 다음과 같이 환산되어 적용된다.
- 소위 / 중위급 보직: 소대장(포병 전포대장 등)
- 대위 / 소령급 보직: 중대장(본부대장, 특전사 지역대장, 동원사단 대대장 등)
- 중령급 보직: 대대장(소규모 학군단 단장 등)
- 대령급 보직: 연대장(대규모 학군단 단장, 기계화보병사단 여단장 등)
- 준장급 보직: 여단장(동원사단 사단장 등)
- 소장급 보직: 사단장(동원전력사령관(=동원군단 군단장), 육군3사관학교장, 육군훈련소장, 각 병과학교장 등)
- 중장급 보직: 군단장(육군사관학교장, 특수전사령관, 해병대사령관, 수도방위사령관, 교육사령관 등)
- 대장급 보직: 작전사령관(한미연합사 부사령관 등)

부사관의 경우 아무리 지휘 보직을 담당해도 전부 분대장으로 통일되어 있으며 준위의 경우 아무리 지휘 보직을 담당해도 전부 소대장으로 통일되어 있다.

## 준사관
준사관은 준위 계급의 직업군인을 일컫는다. 준사관의 입지는 '장교의 권한을 위임받은 사병'으로 한마디로 장교와 동일한 임무를 수행하는 사병이다. 민간 자원에서 선발하는 육군항공 준사관을 제외한 대부분 병과의 준사관은 현역 상사와 원사 계급에서 진급시험을 실시해서 합격한 인원에 한하여 선발한다. 공식적인 신분은 장교와 유사하다고 볼 수 있으나, 진급이 없고 소위보다 아래이므로 사관과 유사한 위치를 지닌다. 준사관이 배치되는 육군 병과는 보병(특전사의 경우), 항공, 탄약, 병기, 수송, 정보 등과 같은 전문기술이 필요한 분야이다.
그러나 준사관은 부사관처럼 군대 내부에서 전문지식으로 일하는 전문가이므로 특별참모로서의 임무를 수행하거나 대대장급까지의 사관의 임무를 담당하기도 한다. 육군 항공준사관의 경우는 전 군에서 자신의 상급자를 직속부하로 둘 수 있는 유일한 신분으로 항공준사관이 육군항공기의 정조종사의 임무를 담당할 때 부조종사는 주로 소령 내지는 대위급 항공병과 장교가 담당하게 되며 이는 계급순서가 아닌 항공기 조종시간 순서대로 곧 실력대로 서열을 정하기 때문이다.

## 양성 과정

### 대한민국
징병제 국가이지만 장교로 임관하기 위해서는 사관생도 과정이나 소정의 사관후보생 과정을 거쳐야 한다.
장교가 되기 위해서는 정규 종합대학교 졸업 이상의 학력을 갖고 있어야 한다. 이렇게 하는 이유는 장교의 경우 대학교에서 전공한 학과에 따라 군사특기가 결정되기 때문이다. 일례로 자동차공학과는 기갑, 화학과는 화생방, 식품공학과는 병참 등의 병과를 받으며 군사경찰, 부관, 공보정훈 등 정원이 적은 군사특기의 경우에 한해서만 임관 성적 순으로 군사특기가 배정된다. 부사관이 아예 처음부터 군사특기별(특전사 부사관 등)로 모병하는 것과는 달리 장교는 대학교의 전공으로 군사특기가 결정된다.

#### 사관생도
생도 과정은 사관학교에서 짧게는 2년, 길게는 4년의 기간 동안 고등교육과 군사교육훈련을 함께 이수하는 과정이다. 따라서 사관학교를 졸업한 뒤에는 일반학 전공의 학사 학위와 군사학 전공의 학사 학위를 받게 되며, 졸업 후 바로 소위로 임관하게 된다. 대한민국에서는 현재 육군사관학교와 육군3사관학교, 해군사관학교, 공군사관학교, 국군간호사관학교 등 5개의 사관학교에서 생도 과정을 거쳐 장교로 임관할 수 있다.
기본적으로 생도의 선발은 고등학교 졸업(예정)자를 대상으로 한다. 다만 4년제 학교인 다른 사관학교와 달리 육군3사관학교는 2년제 학교로, 전문대학 졸업(예정)인 사람이나 대학교 2학년 이상을 수료(예정)한 사람을 대상으로 하여 모집하며 입교 후 3학년으로 편입하여 생도 생활을 이어가게 된다. 이외에는 일반학 학위와 군사학 학위를 모두 받는 등 다른 사관학교와 동일하다.
생도 과정의 경우 육군사관학교, 해군사관학교, 공군사관학교는 10년, (공사 출신의 파일럿은 2006년 이후 15년으로 증가.) 육군3사관학교와 국군간호사관학교는 6년의 의무복무기간이 적용된다. 연간 임관인원은 육군사관학교는 330명, 해군사관학교는 130명, 공군사관학교는 170명, 육군3사관학교는 480명 수준이다.
사관학교는 원래 전공을 보유한 채 입학하는 육군3사관학교를 제외한 나머지 모든 사관학교가 복수전공을 의무화 하고 있으며 최소 2개 이상 보통 3개씩 복수전공을 한 뒤 졸업해서 학사 학위가 여러 개 된다. 군사학 학사 학위와 일반학 학사 학위를 동시에 취득한다.

#### 사관후보생
후보생 과정은 생도 과정과는 달리 비교적 단기간의 교육을 통해 장교로 임관하는 과정이다. 현재 대한민국에는 학사사관, 학군사관, 간부사관, 전문사관 등 4개 과정이 있다. 이들 과정은 대개 초급장교 양성을 목적으로 만들어졌으므로, 4개월 정도의 단기간 교육으로 많은 숫자가 임관하고 있다. 임관일의 경우 학군사관이 매년 3월, 학사사관과 간부사관이 매년 7월에 임관하고 있으며 차후 간부사관은 폐지되고, 육군 학사사관(KAOCS)로 통합된다.
사관생도 과정에서는 일반학위와 함께 군사학위를 수여하지만 학사사관 등 사관후보생 과정에는 학위과정이 없으므로 일반학위만 소지한 채 임관하게 된다. 다만 포병 등 육군의 몇몇 병과에서는 임관 후 보수교육 과정을 이수하면 군사학위를 부여하기도 한다. 또한 임관 후 고급장교가 되기 위한 보수과정을 통해서도 군사학위를 받을 수 있다.

##### 학사사관
학사사관(OCS)은 학사학위를 소지(예정)한 자를 대상으로 선발하는 사관후보생 과정이다. 학사학위 소지(예정)자가 소정의 선발시험을 거쳐 사관후보생 자격을 가지게 되면, 육군학생군사학교에 입교하여 16주(가입교 1주 제외)의 군사교육을 이수한 뒤 소위로 임관한다. 학사사관의 의무복무기간은 3년이므로 중위로 전역하게 되나, 군 가산복무 지원금 지급 대상자 또는 군사학과 졸업생으로 군 가산복무 지원금을 받아 대학을 졸업한 자는 4년이 의무복무기간에 가산된다. 따라서 군 가산복무 지원금을 받은 경우는 7년 동안 장교로 복무하여 대위로 전역한다.

##### 학군사관
학군사관(ROTC)은 4년제 이상의 대학교 중 학생군사훈련단이 설치된 학교의 2학년(5년제는 3학년)을 대상으로 선발하는 사관후보생 과정이다. 선발된 사관후보생은 연 2회 일정 교육기관에 입영하여 군사교육을 이수한 뒤 소위로 임관한다. 육군은 2년 4개월, 해군과 해병대는 2년, 공군은 3년 간 의무복무하게 되며 군 가산복무 지원금 지급 대상자는 학사사관과 같이 4년이 의무복무기간에 가산된다. 가장 짧은 기간을 복무하며 전역하는 단기 자원이다. 원래 ROTC는 모병제를 채택하고 있는 국가에서 전시 상황이 발생하여 병력 충원방식을 모병제에서 징병제로 전환할 때 장교로 징병할 인원을 미리 육성시키는 제도로써, "Reserve Officer Training Corps"의 약자로 부르며, 대한민국의 최우방 국가인 미국을 예로 들면 미국의 ROTC는 예비역 장교를 육성하는 것을 기본 방침으로 하되 전체 인원의 5%만 현역 장교로서 군부대에 배치시키고, 나머지 95%는 소위 임관과 동시에 예비역으로 전역시킨다. 이것이 ROTC의 진짜 어원이고, 병력 충원방식이 징병제인데 ROTC 제도를 운영하고 있는 국가는 177개국 중 대한민국이 유일하다.

##### 간부사관
간부사관은 육군에만 존재하는 방식으로, 현역 상병 이상인 병과 이에 상응하는 대체 복무과정 복무자, 부사관으로 1년 이상 복무한 자, 전역 2년 이하의 예비역 중 전문학사 학위 소지자, 4년제 이상 대학교 2년 이상 수료한 자를 대상으로 하는 사관후보생 과정이다.국방 개혁 일환으로 차후 육군 학사사관(OCS)으로 통합된다.

##### 전문사관
전문사관은 학사 및 석사 이상의 학위를 가진 자를 대상으로 선발하는 사관후보생 과정이다. 군의사관, 수의사관, 법무사관, 군종사관, 통역사관, 교수사관, ADD박사, 과학기술전문사관 등이 해당하며 군종사관(목사, 법사
군승) 및 군의사관,수의사관, 법무사관, 교수사관 등은 중위로, 군종사관(성직자 장교를 말한다,천주교 신부. 불교 법사.개신교 목사. 종교일을 맡아서 일하는 병은 군종병이라고 한다.) 및 군의사관(전문의), ADD박사 등은 대위로 임관한다.

#### 과거의 양성과정
과거 한국전쟁을 치른 대한민국은 1950년대, 초급간부의 부족으로 인해 다양한 방식으로 간부를 양성하였다.
먼저 현임으로도 일컫는 현지임관은 상사 및 준위를 대상으로 소대장 자원을 선발하여 사단장 주관 하에 전장 현지에서 임관식을 거행했던 장교 충원 방식이었다. 이를 통해 현지에서 임관한 장교로서는 국방경비대 시절에 입대하여 한국전쟁 발발 당시 포병 상사로 있었던 최갑석 장군이 있다. 최갑석은 예비역 대한민국 육군 소장으로 1980년에 예편하였다. 그리고 현역 외에도 호국군이라고 불리던 예비군 조직의 장교가 정규군으로 전환하는 경우도 있었는데, 호국군을 정규군에 통합하는 과정에서 호국군의 장교를 정규군 장교로 임관시켰던 것이다. 이를 예비역 현역전환, 혹은 예현으로 부른다.
현재는 육군 장교로 임관한 후 보수교육을 받는 육군보병학교와 육군포병학교에서도 과거 보병 병과의 장교와 포병 병과의 장교를 양성한 바 있다. 이들을 갑종사관이라 부르는데, 단기교육 후 바로 장교로 임관시키는 과정이었다. 갑종사관은 1950년 1기생 363명이 임관하여 1969년까지 총 230기, 총 45,424명의 장교를 배출했다. 이들 중 10,508명이 한국전쟁에 참전해 805명이 전사했고, 14,712명이 베트남전에 참전해 174명이 전사했으며 5,342명이 무공훈장을 받았고 200여명이 장군으로, 5명이 대장까지 진급했다. 이렇게 큰 기여를 했지만 짧은 교육기간으로 인한 전문성 부족, 육군2사관학교와 육군3사관학교의 개교로 인해 폐지되었다.
한편, 현재는 간부사관으로 거듭난 단기사관 제도가 있었다. 단기사관은 육군이 장교 인력을 확보하기 위해 부사관 중에서 우수자를 선발해 단기 교육 뒤 장교로 임용한 제도였다. 보병과 포병 위주로 15기에 걸쳐 6,597명이 단기사관으로 임관하였으며, 2008년 10월 30일에 단기사관 후보생 출신이 처음으로 준장으로 진급하였다. 이 때까지 장군 진급자가 나오지 않은 이유는 이 제도가 초급장교로 활용하기 위해 양성한 것이기 때문이다. 이같은 이유로 이들은 영관급 진급도 쉽지 않았다.
이 외에 1년의 짧은 기간 동안 존속했다가 육군보병학교의 개교로 사라진 육군종합학교 출신의 종합사관이 있었다. 육군종합학교는 간부 양성을 목적으로 1950년에 부산광역시(동래군)에서 개교하였으며, 2~3개월 정도의 교육기간을 가지고 장교를 임관시켰다. 1년 여 기간 동안 학교에서 배출된 장교는 육군 7,004명, 해병대 284명 등 모두 7,288명에 이르며, 그 중 127명이 장군이 되었다.

### 조선민주주의인민공화국
조선민주주의인민공화국의 군대인 조선인민군은 대한민국 국군과 달리 별도의 간부 양성과정이 없다. 또한 조선민주주의인민공화국의 군대는 군 입대에 대한 입대자 본인의 선택지가 없다. 조선노동당에서 정해주는 대로 입대해야만 한다.
- 임관 방법

모두 병사로 만 17세 정도에 입대하여 군복무 후 5, 6년이 지나면 우수한 병사들을 엄선하여 별도의 교육을 시키는 방법으로 간부를 양성하고 있다. 본인이 절대로 지원할 수 없으며 장교가 되는 대상자는 당에서 결정한다.
- 교육 방식

장교가 될 자원 중 인민무력부에서는 김일성정치대학 양성반이나 군단 정치일군 양성소에 보내 2년가량의 교육을 하고, 호위사령부에서는 김일성고급당학교 호위사령부 분교 양성반에서 2년을 교육하여 장교로 임관시킨다. 이러한 군관학교에서는 8촌까지의 신원조회와 6개월 간의 가입교 기간을 거쳐 교육을 실시한다.
- 특수장교

정치지도원이나 특별히 2, 3%가량의 군의관이나 레이다기술자 등 고급 기술인력은 사회대학을 졸업한 뒤 바로 중위나 상위로 임관한다. 특히 이 중에서 정치지도원은 진급이 상당히 빠르다.
- 호위사령부

김일성부터 시작해서 김정일을 거쳐 현재는 김정은의 개인 경호부대인데 이 부대원은 전원 장교이며 이 인원은 어렸을 때부터 따로 엄선해서 강도높은 무술 훈련을 시키고 거기서 추려내어 선발한다. 이들은 평균신장 180cm며 전원 무술 고단자들에 전원 뛰어난 사격실력을 보유하고 있다, 김씨 가문은 자신들을 호위하는 것에 전력을 다하고 있기 때문에 다른 부대는 몰라도 호위사령부만은 어지간한 정예 특수부대 이상으로 전투력이 좋다.
- 기쁨조

비록 김씨 가문의 성적 욕구를 충족시키기 위해 여군들로만 구성된 부대이지만 이들 역시 정식 군인이며 소속과 계급은 인민군 총참모부 소위이다.
- 장교 임관 최초 계급

대개의 인원은 병사를 거친 뒤 군관학교를 졸업하고 소위나 중위로 임관한다. 병사를 거쳐 중위로 바로 임관하는 경우는 군관학교에서 수석이나 차석을 차지한 경우이며 이 외에는 모두 소위로 임관한다. 특별히 출중한 병사 중에서 바로 간부로 임관시키는 경우도 있는데, 이를 직발군관제도라 한다. 또한 만기 제대 후 능력이 출중한 인원은 군단급에서 1년 간 교육 후 현지에서 임관시키기도 한다. 직발군관으로 선발되면 거절할 수 없으며 거절하면 총살에 처해진다.

### 일본
일본의 경우 방위 대학교 한 곳에서만 사관생도를 받으며 육해공군 통합 훈련 시스템을 갖추었다. 생도들은 소속군 없이 1학년을 보내며 2학년으로 진급하기 전에 자신의 군종을 선택할 수 있다. 이후 같은 군종을 선택한 생도끼리 반을 편성하여 훈련을 받으며 4학년까지 이수하고 졸업한 직후 다른 나라의 사관학교와는 달리 삼등위로 임관할지의 여부를 결정할 수 있다. 하지만 이러한 제도 때문에 오히려 등록금 전액이 국비라는 점을 악용한 우수한 학생들이 훈련만 받고 임관하지 않아서 사회문제가 되기도 했다. 이러한 점 때문에 일본의 방위 대학교는 일본 내에서는 늘 최상위권의 대학교이다.
사관생도 이외에는 간부후보생 과정과 모병제 군대답게 사병에서 장교로 차례대로 진급하는 과정이 있다. 사병 출신의 진급 마지노선은 소좌이다.

### 미국
미군의 경우 한국과 비슷한 제도를 가지고 있으나 어렸을 때부터 청소년 학군단(JROTC)을 설치해서 장교가 될 자원을 약 14~15세 때부터 육성한다. 다만 소년병 문제 등으로 인해 실제 사격이나 수류탄 투척 화생방 훈련 등은 실시하지 않고, 기본적인 제식훈련과 장교가 되기 위해 필요한 인성교육 등을 실시한다. 만 18세가 되는 경우에 정식으로 사격과 수류탄 투척 등 본격적인 군사 훈련을 정식으로 실시한다. JROTC는 대학 진학과 동시에 ROTC로 이어지지만 미군 ROTC는 현역 복무율이 낮고 대부분 소위 임관하자마자 제대하는 형식이기 때문에 의외로 비율이 낮은 편이다. 원래 ROTC는 평시에는 민간인이지만 전시에 장교로 징병할 인원을 미리 훈련시키는 제도이다.
미국의 사관학교에 입교하려면 정치인이나 장성급 장교 중에 한 명에게 추천서를 얻어야만 지원 자격이 생기는데 이 추천서를 얻어내기 위해 작성하는 에세이는 대한민국의 행정고시 급으로 어렵다.
이 외에도 여러 가지 장교 임관 과정이 존재한다.
Green to Gold는 3년 이상 복무한 사병이 장성급 장교와 면접을 보고 상벌기록과 면접평가를 종합해서 계급장을 장교로 바꿔 달고 군복무를 하는 제도이다. 현재 미군 위관급 장교 중 가장 많은 비율을 차지하고 있는 임관과정이 Green to Gold이다. MAVNI와 Green to Gold를 단계적으로 이행하여 외국인이 미군 장교가 되는 사례도 상당히 많이 존재한다. 미군 장교 중에서는 가장 쉬운 과정이다.
OCS는 대한민국의 학사장교와 동일하지만 종합대학교 학위를 필요로 하지 않는다는 차이점만 존재한다.
미군 장교는 종합대학교 학위를 직접적으로 요구하진 않지만 종합대학교 학위가 있어야 소령으로 진급할 수 있다.

### 중국
중국인민해방군의 경우 한국과 유사한 제도를 가지고 있다.
단, 국가 주석의 후손인 경우 음서 임관도 가능한데 모택동의 손자인 모신우 장군은 현재 중국인민해방군 역대 최연소 장성급 장교로 만 40살에 소장으로 진급했다.

### 독일연방공화국
독일의 경우 진급을 목표로 군복무하는 장교와 평생직업으로서 군복무하는 장교로 분류된다.
- 전자

이 경우는 참모장교로 임관해서 소대장이나 중대장같은 초급지휘자 보직은 할당받지 않고 최하 대대장부터 지휘관 보직을 받으며 그 전까지는 계속 참모 보직만 받는데 이런 인원이 장성으로 진급된다. 이 경우는 일정 기간 간격으로 부대가 변경되며 진급에 실패하면 바로 제대해야 한다.
- 후자

이 경우는 소대장부터 시작해서 참모직책은 일절 부여받지 않고 지휘자의 보직만 받게 되며 직책분류상의 진급한계점은 대대장이다. 또한 이러한 장교 자원은 자신이 복무하는 부대에서 제대할 때까지 복무할 수 있으며 정년이 보장되어 있다.

### 영국
- 과거의 영국군 임관제도

영국군의 과거 임관제도에는 일반 시민은 지원이 불가능하고 영국 신분제도상 귀족 신분을 가진 자만이 장교에 지원이 가능하였다.
- 현재의 영국군 임관제도

영국군의 현재 변경된 임관제도에는 영국 시민권을 가진 자와, 경우에 따라서는 영국령 식민지 및 영국 연방에 속한 시민이 영국군 장교로 지원할 수 있다. 그러나 현재도 영국에는 상당수 귀족 신분을 가진 자들이 존재하며 영국군 장교로 지원하는 수가 많은 경우에는 지원자들 중에서 귀족 신분을 가진 자들이 최우선적으로 선발되기도 한다.이는 귀족의 경우는 군사적인 실적이 없을 경우 권위가 떨어지기도 하지만, 일반인 출신 장교들보다는 더 먼저 죽을 위험을 앉고 살아야만 한다는 뜻이다. 귀족들은 언제나 적군들의 좋은 표적이 되기 때문이다.
- 영국군 초급장교 훈련과정

영국군의 초급장교(young officer) 과정이 훈련 과정(phase -2)로서 취급되기도 한다.
- 영국 왕실에 대한 징집제도(영국 왕실의 규칙)

특이하게도 영국 왕실에 한해서는 의무적으로 왕실 내부의 규칙에 따라서 의무적으로 남군 여군 가리지 않고 영국군 장교로 입대해야 한다고 한다. 선대에도 그랬으며, 여전히 현재도 왕실 구성원들은 왕실의 규칙에 따라서 입대한다고 한다. 특히 엘리자베스 여왕이 수송장교로 군복무를 한 경력 때문에 공주를 비롯한 왕실 여성들도 가차없이 영국 여군 장교로 입대하고, 현 앤 공주도 영국 육군 근위대 대령으로 근무한다.

### 프랑스

#### 프랑스 외인부대
사병을 외국인으로만 선발하긴 하지만 능력에 따라 그 중 특출나게 뛰어난 사병을 장교로 임관시키고 있다. 프랑스 외인부대에서는 전체 장교의 5%만 사병에서 장교로 진급시켜 보직시키고 있다.

## 장교의 분류
- 육군장교, 해군장교, 공군장교, 해병대장교
- 장성급 장교(준장, 소장, 중장, 대장, 원수)과 영관급 장교(소령, 중령, 대령) 및 위관급 장교(소위, 중위, 대위)

- 전투장교
  - 육군과 해병대의 보병, 포병, 기갑, 공병, 통신, 방공, 항공, 정보병과
  - 해군의 항해병과
  - 공군의 조종병과 등

- 행정장교 (인사, 군사경찰 등)
- 정규사관학교 출신 장교(육, 해, 공 출신, 대한민국 국군간호사관학교)와 단기사관과정 출신 장교(학군사관, 학사사관 등)

- 대한민국 국군은 해당되지 않는 분류
  - 소위부터 시작하는 일반장교와 이등병부터 소위까지 차례대로 진급하는 병 출신 장교. 모병제 군대에서만 이런 일이 발생한다.
  - 독일연방군 한정으로 대장까지 진급할 수 있는 장군참모 장교와 위관급 장교에서 머무르는 지휘자 장교

## 국군 장교의 정년
- 전역
  - 장성급 장교
    - 원수 - 종신
    - 대장 - 63세
    - 중장 - 61세
    - 소장 - 60세
    - 준장 - 58세

  - 영관급 장교
    - 대령 - 56세
    - 중령 - 53세
    - 소령 - 52세

  - 위관급 장교
    - 대위 이하 - 43세
- 근속정년
  - 영관급 장교
    - 대령 - 35년 복무
    - 중령 - 32년 복무
    - 소령 - 24년 복무

  - 위관급 장교
    - 대위 이하 - 15년 복무
- 계급정년
  - 장성급 장교
    - 대장 - 해당사항 없음
    - 중장 - 4년 복무
    - 소장 - 6년 복무
    - 준장 - 6년 복무

## 대한민국 장교의 임용제한 연령
- 소령 : 36세 미만 (예비역 진급심사의 경우 45세)
- 대위 : 32세 미만 (예비역 진급심사의 경우 40세)
- 중위 : 29세 미만
- 소위 : 27세 미만
- 장교가 될 수 있는 최하 연령 : 20세 이상만 가능[7][8]

## 비판
장교는 계속 위로 진급해야 하는 문제가 있다. 이 때문에 오직 진급심사에만 특화된 이른바 '정치군인'이 생겨날 가능성이 사병에 비해 월등히 높다. 과거 박정희 정부 시절에는 무능하지만 진급심사 통과능력은 뛰어난 정치군인들로만 구성된 사조직이 존재했는데 그것이 바로 하나회였다. 하나회에서도 가장 악질 구성원 중 하나가 박희도였다. 박희도는 여단장 시절 자기 여단 위수지역을 무장공비한테 농락당했으며 그 무장공비를 사살 또는 체포하지 못하고 다시 월북하는 것을 막지 못했을만큼 무능한 면모를 보였음에도 불구하고 하나회의 뒷배경을 이용하여, 대한민국 국군 최고봉에 해당되는 육군참모총장까지 영전했다.
이는 미군을 비롯한 서방세계 군대도 마찬가지 문제며 조선인민군이 이 문제로 매우 악명높다.

## 기타
모든 종류의 장교선발과정에서는 신원조회를 거치게 된다. 여기서 본인이 전과자이거나 친족이 국가보안법 위반자 또는 간첩 및 종북 등의 혐의자일 경우나, 친족이 월북했을 경우 신원조회에서 결격사유가 된다. 장교는 모든 병역 의무 과정 중에서 신원조회가 가장 까다롭다. 이 때문에 소위로 임관한 것만으로도 기본적으로 군사 2급 기밀을 열람할 자격이 부여된다. 그 때문에 각 군 사관학교의 입결은 의미가 없으며 대학수학능력시험보다 신원조회 결과가 훨씬 중요하다. 육군사관학교 69기 선발에서는 대학수학능력시험 만점자가 신원조회를 통과하지 못해 탈락한 전례가 있다.
이들은 후보생자격으로 참여하는 소정의 군사훈련 후 보통 소위로 임관하여 복무하게 된다. 그러나 법무행정사관은 중위로, 군종사관과 군의사관은 이수 단계에 따라 중위나 대위로, 그리고 교수사관과 국방과학연구소박사는 대위로 임관한다.
장교는 병이나 부사관과는 달리 호봉(짬밥)이 의미가 없으며 오직 계급만이 진정한 서열이 된다. 그 이유인 즉 장교는 부사관과는 달리 지휘 보직이 많은 데다가 중령에 이르러서는 누가 먼저 진급할 지 전혀 알 수 없기 때문인데 만약 계급이 아닌 호봉으로 서열을 따지게 되면 고참 대대장이 후배 연대장에게 항명하는 일이 발생하는 등 군대의 지휘계통이 문란해진다. 참고로 부사관은 지휘보직이 분대장, 소대장, 중대장이 전부이지만 장교는 소대장, 중대장, 대대장, 연대장. 여단장, 사단장, 군단장, 작전사령관 등 거의 대부분의 지휘 보직을 차지한다. 이 때문에 장교는 병이나 부사관과는 달리 계급과 보직이 매우 중요해질 수밖에 없다.
2012년 이후 간부사관은 학사사관으로 통합 된다. 군의 한 관계자는 "간부사관 정원을 100여명 가량 줄이는 대신 2012년까지 학사사관(KAOCS) 및 학군사관을 약 400명으로 점진적으로 확대할 계획"이라며 "일반대학의 군사학과 출신 임관자도 늘어날 것으로 보인다"고 전했다. 학군사관 등 20개에 이르는 장교 양성 과정을 통폐합해 8개로 줄이는 방안을 국방개혁기본계획에 포함시켰다. 이 방안에 따르면 군의, 법무, 군종, 교수, 통역 등 특수 직역의 간부를 선발하는 11개 특수사관 선발 과정은 '전문사관'으로 통합된다. 대한민국 국방부는 또 학군사관, 학사사관, 여군사관, 간부사관의 4개 선발과정을 2개(학군 및 학사사관)로 통폐합하는 방안을 추진키로 했다. 2020년 학군사관, 학사사관, 간부사관이 남아있다.

## 같이 보기
- 육군사관학교, 해군사관학교, 공군사관학교, 육군3사관학교, 국군간호사관학교
- 육군 학사사관, 해군 학사사관, 공군 학사사관, 학군사관
- 미국 육군사관학교, 미국 해군사관학교, 미국 공군사관학교